# Blasco Fortun de Ávila

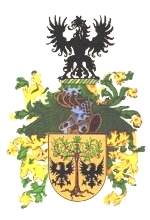
Brasão de um ramo da família Ávila dos Açores.

Blasco Fortun de Ávila ou Blasco Fortun Dávila (1230 - 1262) foi um nobre e Cavaleiro medieval do Reino da Galiza onde foi Senhor da cidade de Ávila.

## Relações familiares
Foi filho de Blasco Ximeno de Ávila ou Blasco Ximeno Dávila (1210 -?), Senhor de Ávila e de Maria Blázquez (1210 -?). Casou com Enderazo Blasco (c. 1230 -?) de quem teve:
1. João Blázquez de Ávila (1250 -?), que foi o 1.º senhor Cardiel de los Montes e o 1.º senhor de Navamorcuende,
2. Gil Blázquez de Ávila, que foi governador de Ávila,
3. Blasco Blázquez de Ávila,
4. Pedro Blázquez de Ávila,
5. Sancho Blázquez de Ávila.[2]